# (6550) Parléř
(6550) Parléř ist ein Asteroid des Hauptgürtels, der am 4. November 1988 vom tschechischen Astronomen Antonín Mrkos am Kleť-Observatorium (IAU-Code 046) in der Nähe der Stadt Český Krumlov entdeckt wurde.
Der Himmelskörper wurde nach dem deutschen Bildhauer Peter Parler (1333–1399) benannt, der einer der bedeutenden Dombaumeister des Mittelalters war und dessen berühmteste Schöpfung der Veitsdom in Prag ist.